# Tapeinoza
Tapeinoza (gr. ταπείνωσις tapeínōsis, również μείωσις meíōsis; łac. dēminūtiō – "zmniejszenie") – figura retoryczna, rodzaj litoty: nadanie obiektowi nazwy, która pomniejsza jego znaczenie, np. miasteczko o dużym mieście.